# Sonate K. 473
La sonate K. 473 (F.417/L.229) en si bémol majeur est une œuvre pour clavier du compositeur italien Domenico Scarlatti.

## Présentation
La sonate K. 473, en si bémol majeur, notée Allegro molto, forme une paire avec la sonate  précédente, où Scarlatti célèbre la joie et évoque la Commedia dell'arte. Celle-ci appartient clairement au groupe des « sonates d’anapeste », dont l'impact dépend de ce rythme dominant.

## Manuscrits
Le manuscrit principal est le numéro 20 du volume XI (Ms. 9782) de Venise (1756), copié pour Maria Barbara ; les autres sont Parme XIII 20 (Ms. A. G. 31418), Münster (D-MÜp) I 8 (Sant Hs 3964) et Vienne C 8 (VII 28011 C). Une copie figure à la Morgan Library, manuscrit Cary 703 no 33,.

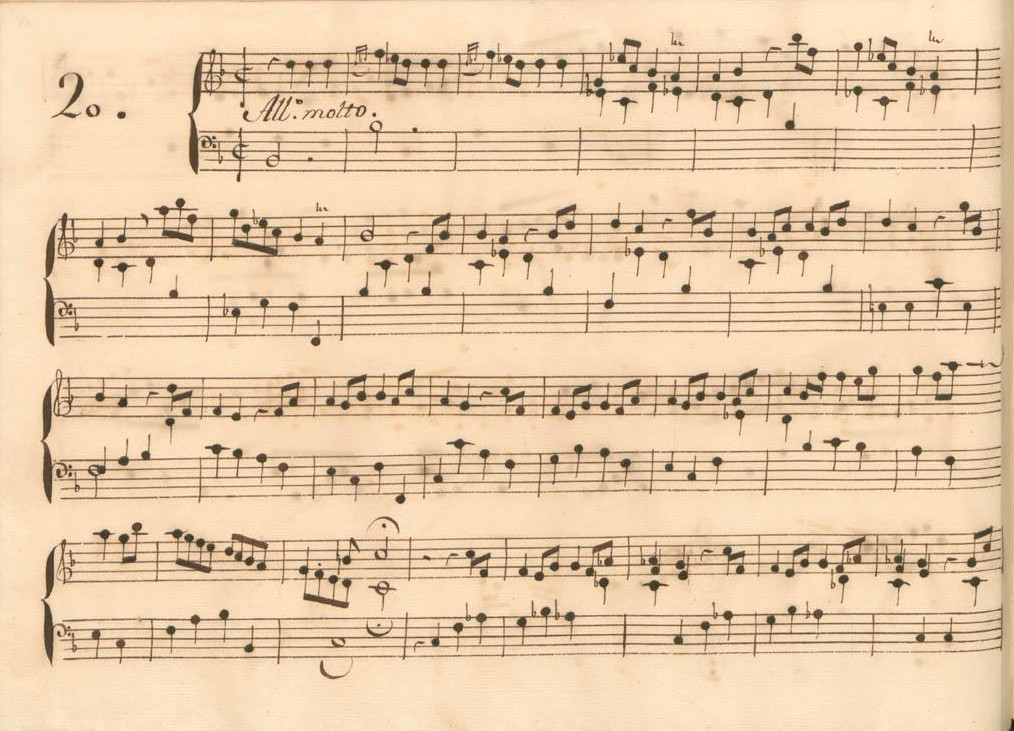
Parme XIII 20.
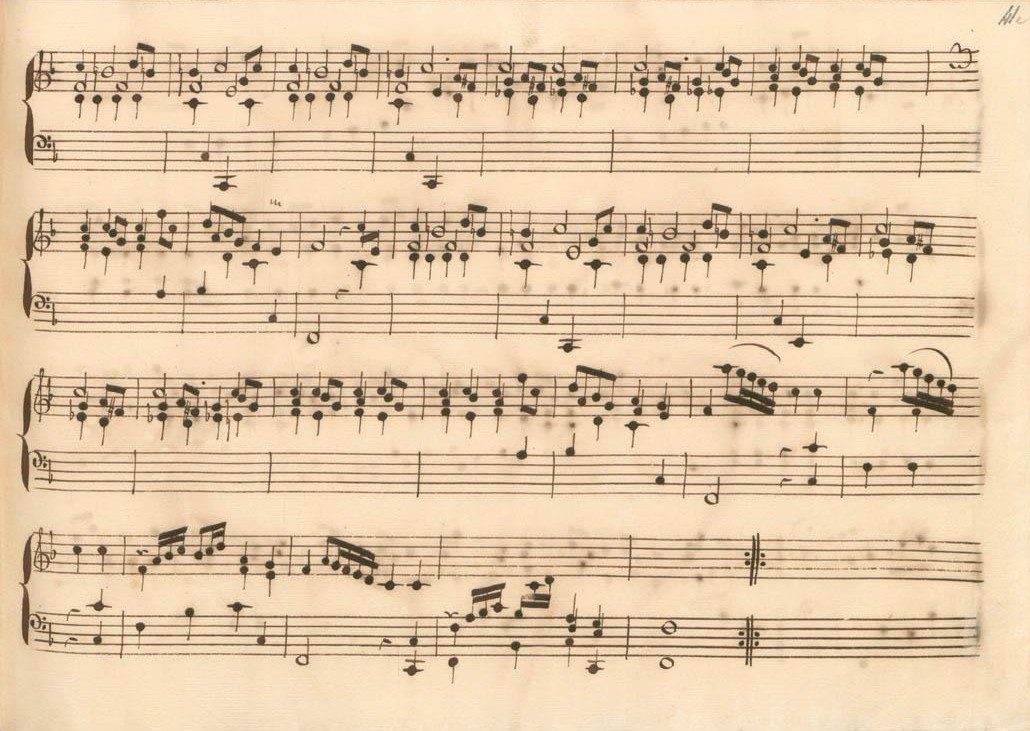
Parme XIII 20 (fin de la première section).
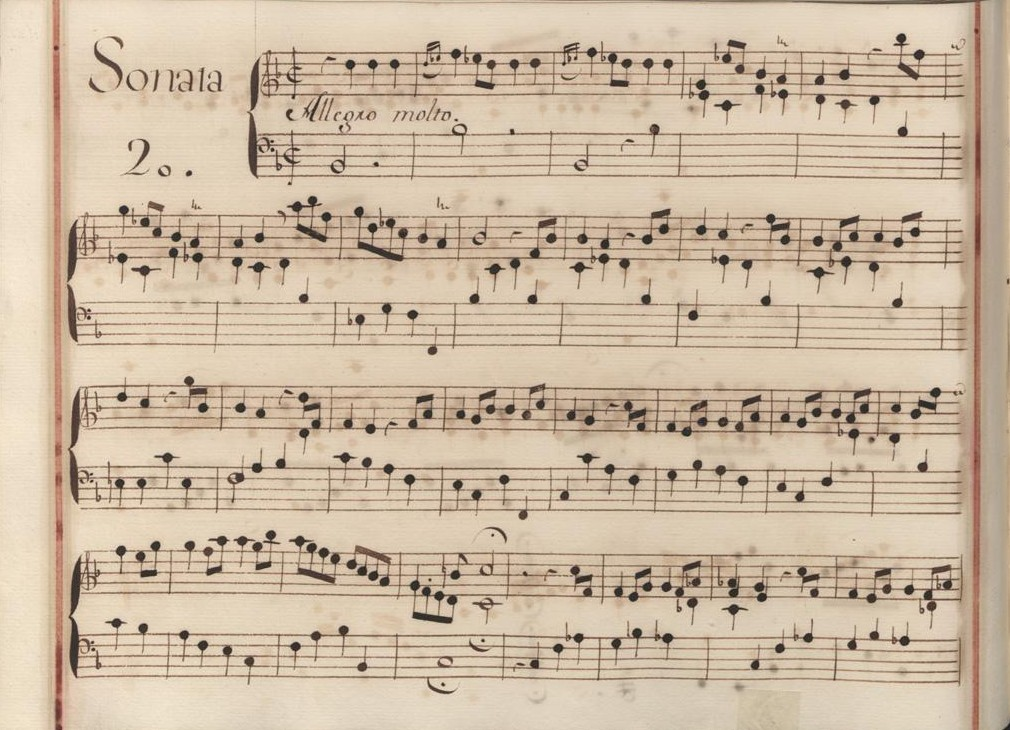
Venise XI 20.
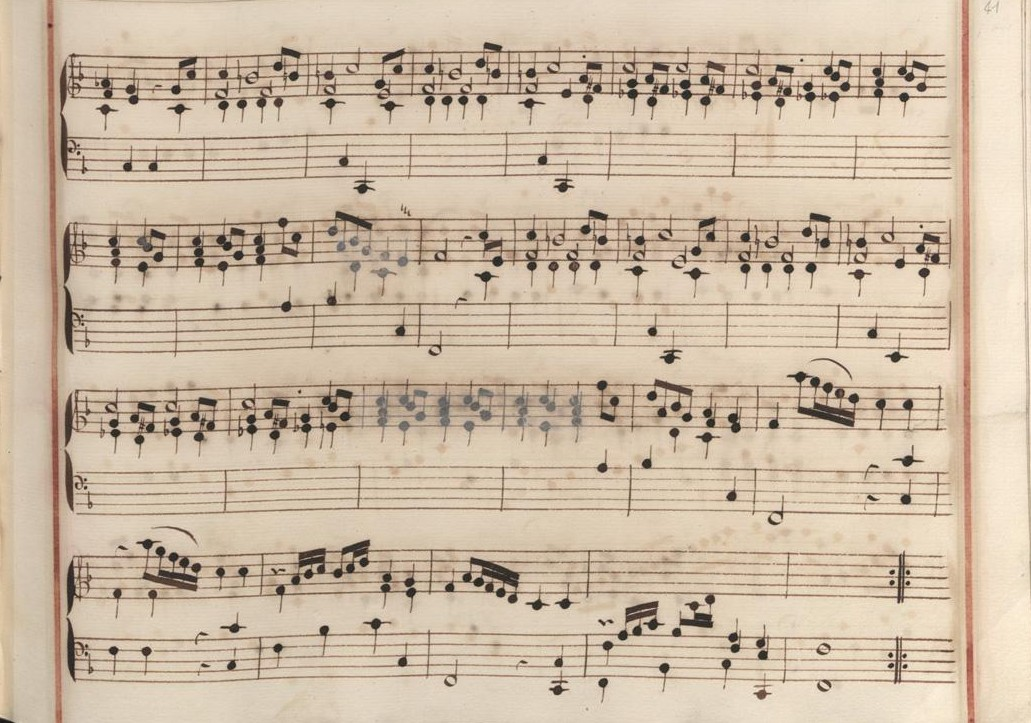
Venise XI 20 (fin de la première section).
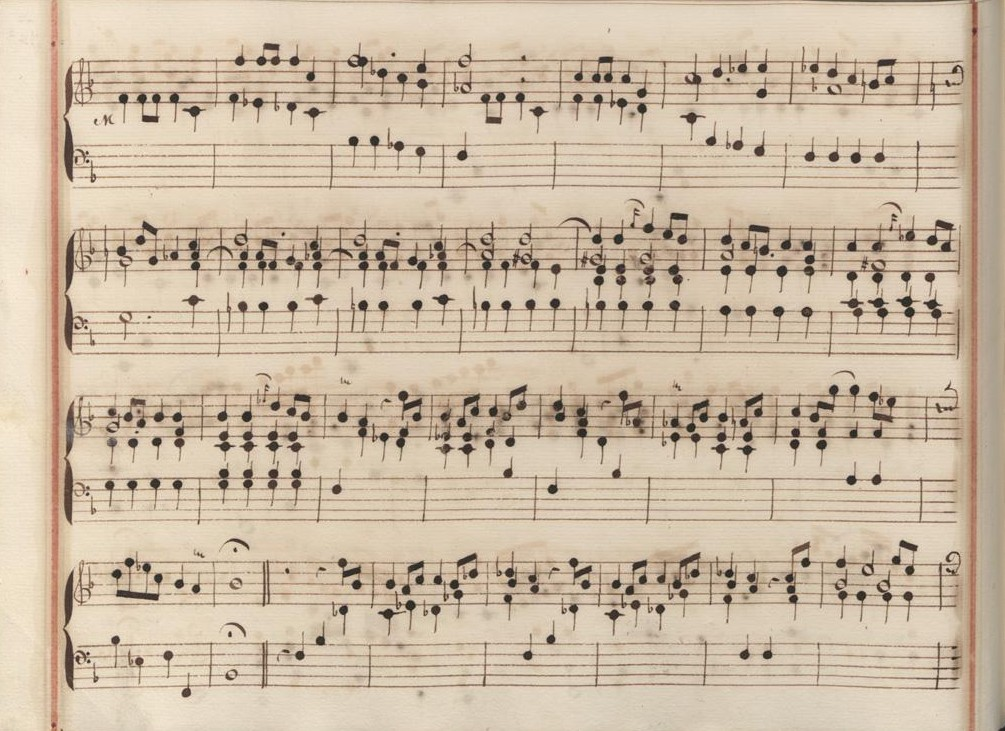
Venise XI 20 (début de la seconde section).
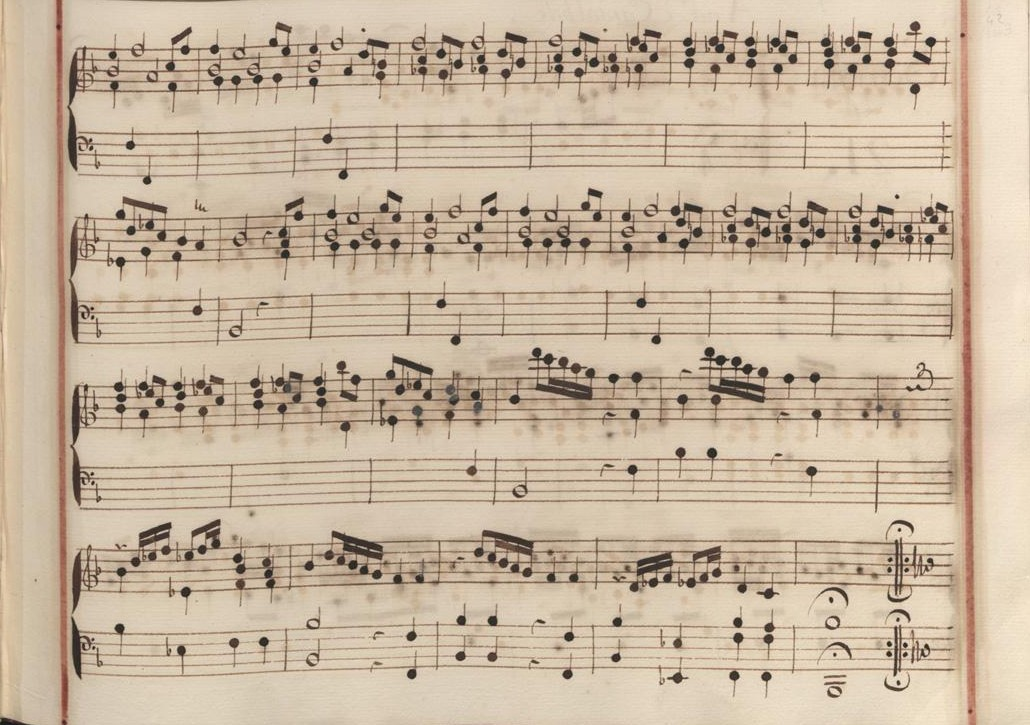
Venise XI 20 (fin de la sonate).

## Interprètes
La sonate K. 473 est défendue au piano notamment par Gottlieb Wallisch (2007, Naxos, vol. 11), Carlo Grante (2016, Music & Arts, vol. 5) ; au clavecin, elle est jouée par Scott Ross (1985, Erato), Richard Lester (2004, Nimbus, vol. 4) et Pieter-Jan Belder (Brilliant Classics).

## Sources
: document utilisé comme source pour la rédaction de cet article.
- Ralph Kirkpatrick (trad. de l'anglais par Dennis Collins), Domenico Scarlatti, Paris, Lattès, coll. « Musique et Musiciens », 1982 (1re éd. 1953 (en)), 493 p. (ISBN 978-2-7096-0118-4, OCLC 954954205, BNF 34689181).
- Alain de Chambure, « Domenico Scarlatti, Intégrale des sonates — Scott Ross », Erato/Éditions Costallat (2564-62092-2 (livret : 2292-45309-2)), 1985 (OCLC 891183737) .
- (es) Celestino Yáñez Navarro (thèse), Nuevas aportaciones para el estudio de las sonatas de Domenico Scarlatti. Los manuscritos del Archivo de Música de las Catedrales de Zaragoza, Université autonome de Barcelone, 2016 (lire en ligne)
- (en) Carlo Grante, « Domenico Scarlatti, intégrale des sonates pour clavier (vol. 5) », Music & Arts (CD-1294), 2017 (OCLC 1079366528) .